# Lezzeno
Lezzeno är en ort och kommun i provinsen Como i regionen Lombardiet i Italien. Kommunen hade 2 050 invånare (2018).